# Slaget vid Gjellebekk
Slaget vid Gjellebekk var ett mindre fältslag under Karl XII:s första norska fälttåg, den 23 mars 1716 som slutade med norsk seger.